# پلی بازیت
پلی بازیت  (به انگلیسی: Polybasite) با فرمول شیمیایی  از مجموعه کانی هاست و با آب شسته می‌شود و کانیهای مشابه آن آکانتیت و استفانیت است که از نظر سختی و شکل بلورها با آن فرق دارند. از کلمه یونانی Polus به معنی بسیار و متعدد و basis به معنی base یا قاعده و مبنا گرفته شده‌است. کمی قابل ذوب، محلول در HNO3 Cu:۴٫۱۰٪ Ag:۶۹٫۴۷٪ Sb:۱۰٫۸۲٪ S:۱۵٫۶۱٪ با انکلوزیون‌های Fe,As برای اولین بار در چک اسلواکی کشف شد و از نظر شکل بلور: پسودوهگزاگونال (شش وجهی دروغین) - کمیاب به صورت ماکله - مسطح و کوتاه، رنگ: سیاه فولادی، شفافیت: غیر شفاف، جلا: فلزی- الماسی - مات، رخ: کامل - مطابق باسطح، سیستم تبلور: مونوکلینیک و در رده‌بندی سولفور است و منشأ تشکیل آن هیدروترمال است.
همایند کانی‌شناسی (پارانژ) آن آکانتیت - استفانیت- آکانتیت- نقره- استفانیت- پیرارگیریت و غیره است
کاربرد آن: کانسار نقره، از نظر ژیزمان شکستگی نامنظم بلوری شکل - قشردار(قشر قشر) - تجمع ذرات - متراکم تقریباً کمیاب است و بیشتر در آلمان، چک اسلواکی، شیلی، مکزیک، آمریکا، روسیه یافت می‌شود.